# Boeing Defense, Space & Security
Boeing Defense, Space & Security (BDS) är ett amerikanskt tillverkningsföretag som verkar inom försvars- och rymdfartsindustrin. De utvecklar och tillverkar bland annat drönare, flygplan, helikoptrar, robotvapen, rymdfarkoster, rymdsonder och satelliter. BDS är också involverad i samriskföretaget United Launch Alliance tillsammans med Lockheed Martin Corporation, där de äger 50% vardera.
Huvudkontoret låg i Berkeley i Missouri fram till 2016 när det flyttades till Arlington County i Virginia.

## Historik
Företaget grundades den 10 juli 2002 som Boeing Integrated Defense Systems av The Boeing Company när de fusionerade dotterbolagen Boeing Military Aircraft and Missile Systems och Boeing Space and Communications med varandra. Den 7 januari 2010 meddelade Boeing att dotterbolaget skulle byta namn till det nuvarande.

## Produktgalleri
Ett urval av produkter som BDS och dess föregångare har tillverkat/tillverkar.

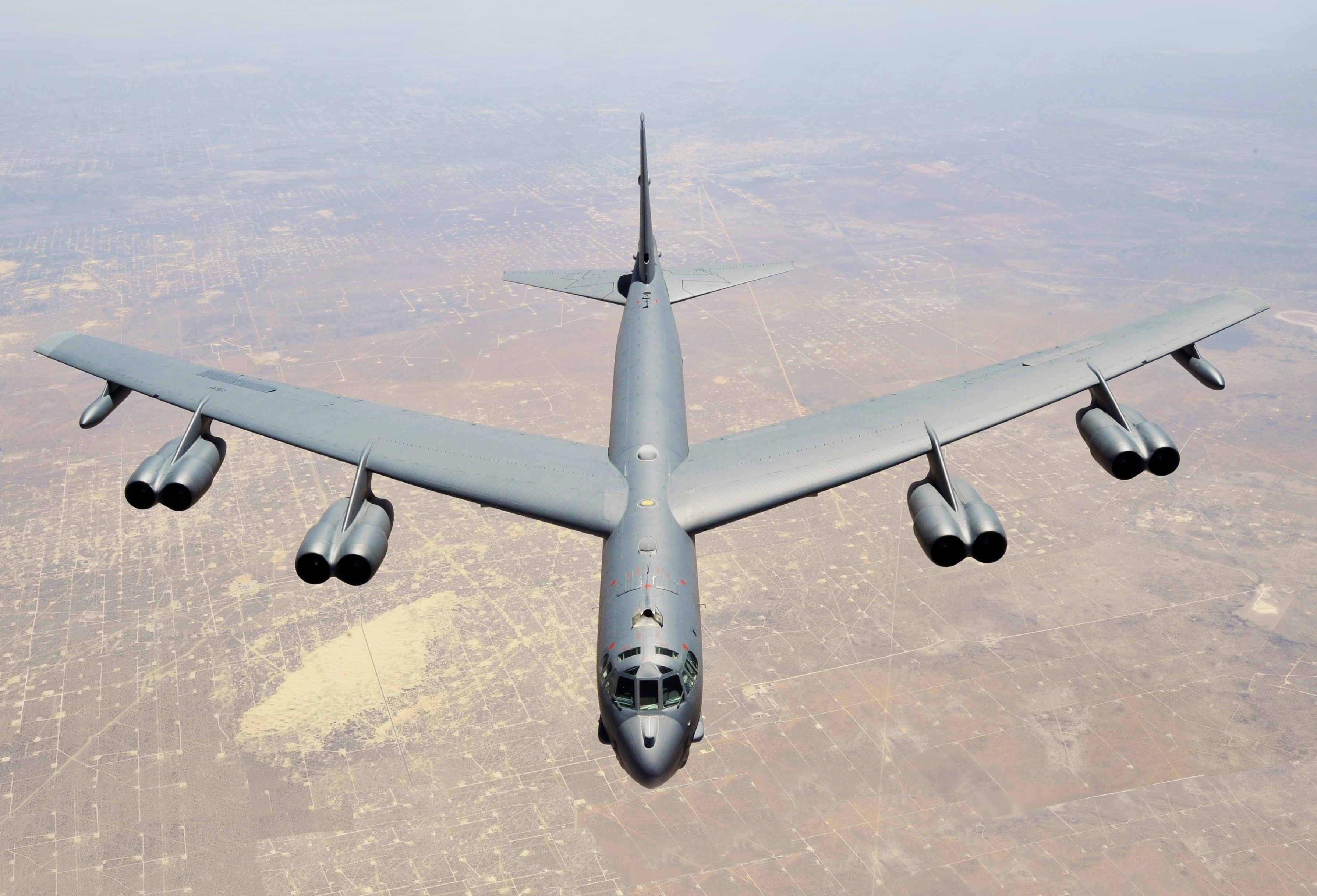
Boeing B-52 Stratofortress.
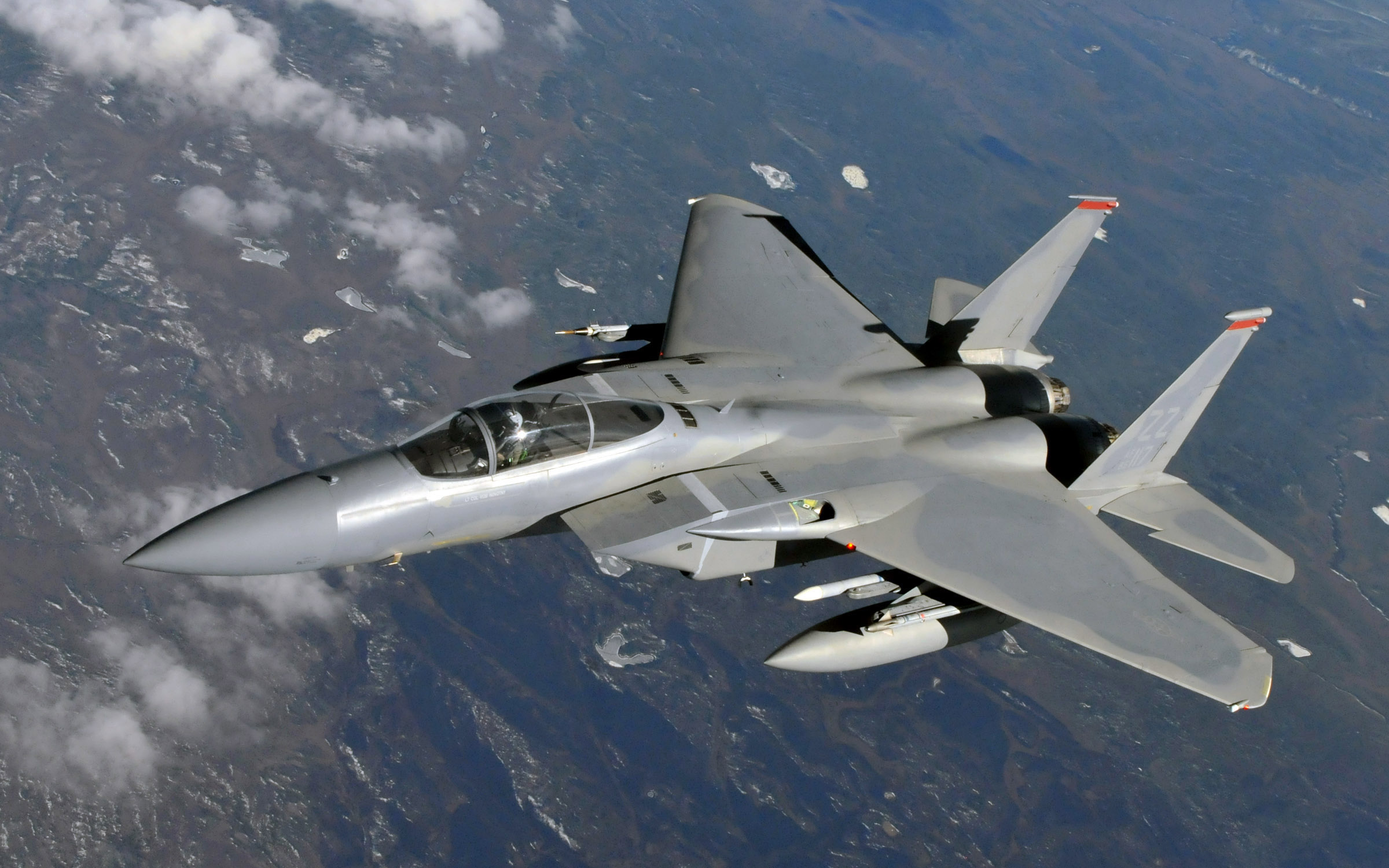
McDonnell Douglas F-15 Eagle.
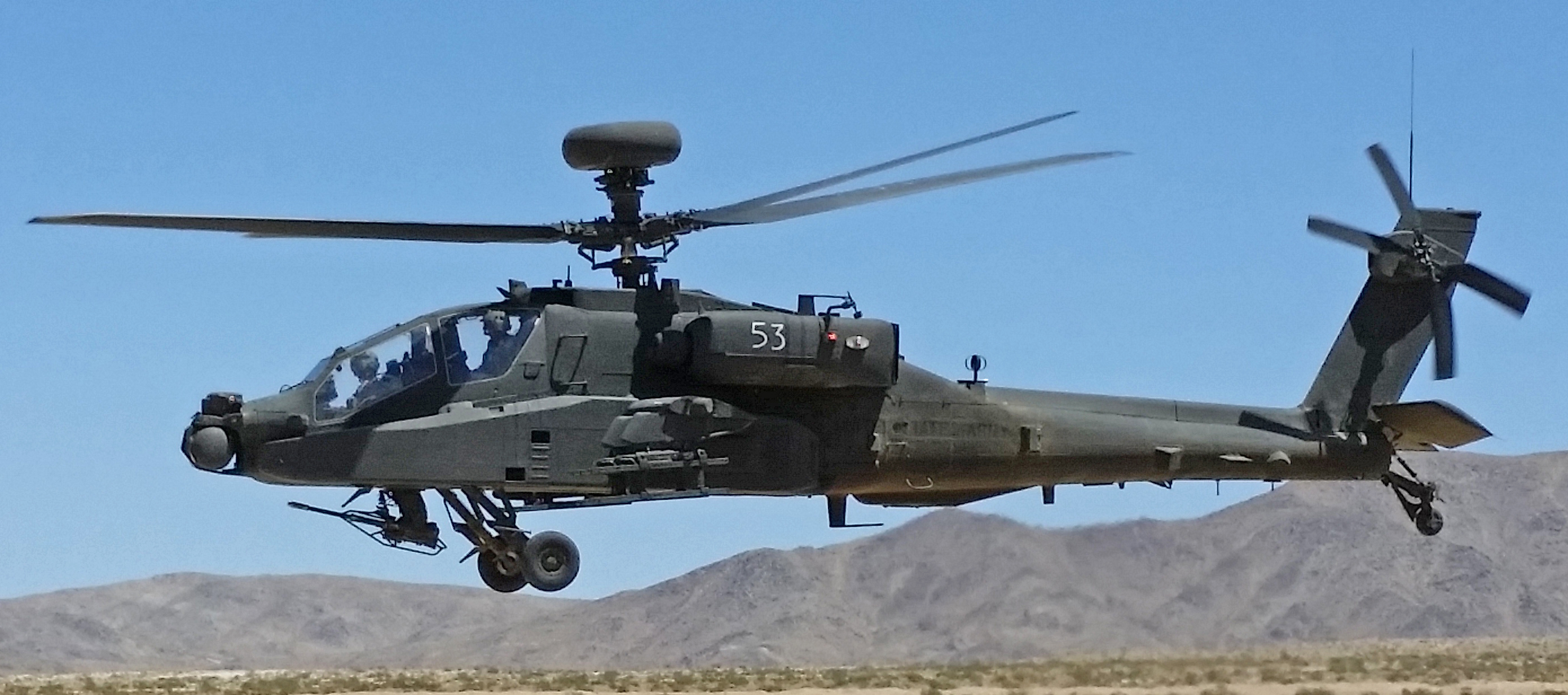
Boeing AH-64 Apache.